# Haus Bellinghoven

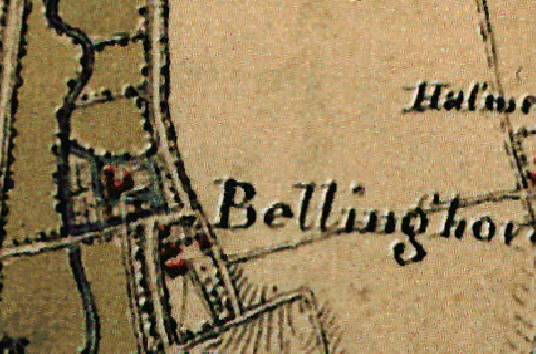
Haus Bellinghoven auf der Tranchotkarte, 1803–1820

Haus Bellinghoven, auch Haus Baersdonk genannt, ist ein ehemaliges Rittergut in der Kerkener Ortschaft Nieukerk. Das Anwesen liegt in der Nähe der Straße von Geldern nach Wachtendonk unmittelbar an einer alten Furt über die Kleine Niers, einem Seitenarm der großen Niers.
Eine Vorgängeranlage existierte vielleicht schon im 13. Jahrhundert. Im 16. Jahrhundert erhielt das Gut die Landtagsfähigkeit. Seit dem 10. März 1986 steht es als Baudenkmal unter Denkmalschutz. Es befindet sich in Privatbesitz und wird zu Wohnzwecken genutzt. Eine Besichtigung ist nicht möglich, aber das Haus ist von der Straße aus gut einsehbar.

## Geschichte
Möglicherweise gab es schon im 13. Jahrhundert am heutigen Standort ein wasserumwehrtes festes Haus, denn in einer Urkunde des geldrischen Grafen Otto II. vom 14. April 1247 fand eine Geschlecht de Barsdunc Erwähnung. Haus Bellinghoven selbst wurde aber erst im Jahr 1369 als guet de Bellinchaven erstmals schriftlich erwähnt. Zu jener Zeit war es ein geldrisches Lehen, für das 1392 ein Tilman von Bellinghoven als Lehnsnehmer verzeichnet ist.
Im Jahr 1402 saß Derik von Bellinghoven auf dem Gut. Er vererbte es an seinen Sohn Johan, der 1454 Aleid von Eyll vom benachbarten Haus Ingenray heiratete. Einer ihrer Nachfahren hieß ebenfalls Derik. Er hinterließ das Anwesen am 25. Mai 1522 seinen drei Kindern Elbert, Johanna und Adelheid. Die beiden Schwestern waren noch im Jahr 1542 im Besitz des Guts.
In einem Schriftstück vom 11. Juni 1555 ist Margr(i)et von Bellinghoven als Besitzerin des Hauses aufgeführt. Sie war mit Otto Lintgen verheiratet, dessen Familie nachfolgend das Haus erbte. Nachdem zwischenzeitlich Martin von Lobberich im Besitz des Anwesens gewesen war, gehörte es am 17. März 1569 Heinrich und Anne Lintgen, den Kindern Margr(i)ets von Bellinghoven.
Ab 1598 war Michael von Foppinga, der in spanischen Diensten stehende Gouverneur der Festung Rheinberg, Lehnsnehmer des Hauses. Unter ihm erlangte das Anwesen die Landtagsfähigkeit, das heißt dem Besitzer des Gutes stand ein Sitz und eine Stimme im geldrischen Landtag zu. Möglicherweise war er es auch, der das Wohnhaus des Anwesens repräsentativer gestalten ließ.

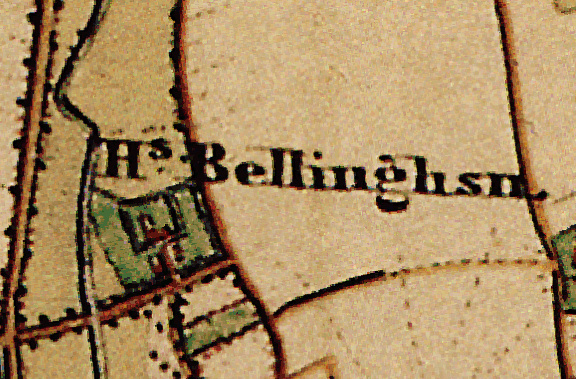
Haus Bellinghoven auf einem Messtischblatt der Preußischen Uraufnahme, 1842–1850

Letztes Mitglied der Familie von Foppinga, das 1715 mit dem Haus Bellinghoven belehnt wurde, war der damals noch minderjährige Wilhelm Ignatius. Nach ihm wechselten im 18. Jahrhundert mehrfach die Lehnsnehmer. Wilhelm Ignatius von Foppinga übertrug die Anlage an Johan Michael von Lom, von dem es an Frederik August von Roseler kam. Dessen Tochter Charlotte Louise heiratete Wulf Frederik Retzou und brachte es an seiner Familie. Der gemeinsame Sohn Frederik August übertrug den Besitz an Albert Wilhelm von Durhan. Durch Heirat von dessen Tochter Gertrudis Dorothea Wilhelmina mit einem Mitglied der Familie Fournier kam Haus Bellinghoven in deren Besitz. Gertrudisʼ Sohn Johann Gerhard Fournier erhielt im Jahr 1780 dafür die Belehnung. Nach seinem Tod 1783 folgte ihm sein Bruder Andreas Floris nach.
Auch im 19. Jahrhundert gab es häufige Besitzerwechsel. Haus Bellinghoven gehörte aufeinanderfolgend den Familien von Brandenstein, Thissen, Greven und Caroux, ehe es 1870 Eigentum der Familie Pasch wurde.
Im Jahr 1939 erwarb Wilhelm Voss das Anwesen und vererbte es 1969 an seinen Sohn Gottfried. Der Familie Voss gehört Haus Bellinghoven noch heute.

## Beschreibung
Haus Bellinghoven bestand früher aus zwei Hofanlagen, die auf der Tranchotkarte aus dem ersten Viertel des 19. Jahrhunderts deutlich zu erkennen sind. Der nördliche Hof war zu jener Zeit von einem Wassergraben umgeben, der südlich gelegene Hof ist heute verschwunden.
Mittelpunkt der heutigen Anlage ist das eingeschossige Herrenhaus. Es stammt vermutlich aus der zweiten Hälfte des 17. Jahrhunderts und besitzt zwei Flügel, die sich auf einem L-förmigen Grundriss erheben. Sein Mauerwerk aus Backstein ist hell verputzt. An seiner östlichen und nördlichen Schmalseite weist das Haus barocke Schweifgiebel auf, die im Jahr 1971 erneuert worden sind. Die Eingangsfront an der südlichen Langseite wurde im 19. Jahrhundert verändert. Sie zeigt mittig ein von Pilastern flankiertes Rundbogenportal mit Oberlicht. Darüber hängt das von zwei Löwen gehaltene Wappen der Familie von Hövell. In welchem Bezug sie zum Haus Bellinghoven gestanden hat, ist bisher aber unklar. Über der Wappendarstellung findet sich in einer rundbogigen Nische das Relief einer Frauengestalt, die ein Spruchband mit der Inschrift SALVE hält. Auf Höhe des Daches schließt dieser Teil des Hauses mit einem weiteren Schweifgiebel ab. Dessen nördliches Pendant findet sich an der Rückseite dieses Gebäudeflügels. In seinem Giebelfeld hängt eine Wappendarstellung aus Sandstein mit den Wappen der Familien von Foppinga und von Bentinck.
Es ist bekannt, dass es auf dem Anwesen früher eine Hauskapelle gegeben hat, sie ist aber heute nicht mehr lokalisierbar.